# 彭赛列 (单位)
彭赛列（Poncelet）是19世纪法国使用的功率单位，以法国数学家让-维克托·彭赛列（Jean-Victor Poncelet）命名，符号p，定义为以1m/s的速度提升100千克的物体所做的功，后被公制马力取代。
1 p = 100 kgf·m/s = 980.665 W